# Пробіг під каштанами
«Пробіг під каштанами» — щорічна спортивно-благодійна акція, яка традиційно відбувається з 1993 року, а з 1994 — під час святкування Дня Києва і проходить в останню неділю травня.
Дистанція основного Благодійного Пробігу — 5 км. Окрім основного, найчисельнішого благодійного старту, в програмі — «Дитячий пробіг», «Пробіг в ходунках», «Спортивний пробіг», «Пробіг мужніх».
У 2010 році Пробіг під каштанами увійшов до Книги рекордів України як наймасовіший спортивно-атлетичний захід, у якому взяли участь 15 100 людей. У 2018 році у Пробігу взяли участь майже 16 тисяч учасників. У 2019 — 20 475.
30 травня 2021 року на Майдані Незалежності відбувся 28-й «Пробіг під каштанами».
«Пробіг під каштанами» — це одна з наймасштабніших благодійних акцій в Україні; святковий захід для всієї родини; можливість прояву корпоративної соціальної відповідальності бізнесу.
Ідея проведення Пробігу належить Карен Вестергаард та Джозефу Леміру, громадянам США, які на той час працювали в Україні. Ірина та Костянтин Кузнєцови втілили цю ідею в життя з агентством маркетингових комунікацій DIALLA Communications, яке було ними засновано.
Перший старт відбувся у 1993 році, зібравши всього до 150 учасників. А вже у 2010 році у 18-му «Пробігу під каштанами» взяла участь рекордна кількість людей — 15 100.
Вік найменшого з учасників забігу за увесь час — усього 3 тижня, а найстаршого — 98 років.
«Пробіг під каштанами» був внесений в офіційну програму святкування Дня Києва у 1994 році. Відтоді кількість його учасників виросла більш ніж у 100 разів. Спортивний рекорд був вперше встановлений у 2008 році — тоді 5 кілометрів подолали за 13 з половиною хвилин.
У 2019 році на старт 27-го «Пробігу під каштанами» вийшла рекордна кількість корпоративних команд — 600, а також встановлений новий рекорд Пробігу — 20 475 учасників.
У 2017 році сума благодійної допомоги вперше перевищила мільйон і становила 1 500 000 гривень, у 2018 — 2 000 000 гривень. Символічний чек передали Центру дитячої кардіології та кардіохірургії.
У 2019 році — 2 935 600 гривень, з яких: 2 800 000 грн було зібрано для Центру дитячої кардіології та кардіохірургії, 100 000 грн — Інституту очних хвороб і тканинної терапії ім. В. П. Філатова (м. Одеса), 35 600 грн — Фонду Happy Paw.

## 2020
У 2020 році,  в розпал пандемії  COVID-19, відбувся традиційний «Пробіг під каштанами» у нетрадиційному форматі — онлайн. Команда Амбасадорів  Пробігу подолала дистанцію 5 км за кожного із 3 787 учасників онлайн Пробігу, що транслювалось у прямому етері телеканалу «Київ».
У складі команди Амбасадорів були:
- Наталія Лебедєва, тренер, майстер спорту та переможниця 1-го «Пробігу під каштанами».
- Максим Єрмохін, представник збірної «Ігри Нескорених», військовослужбовець ЗСУ.
- Христина Стуй, тренер #ПробігONлайн, бронзова призерка Олімпіади.
- Володимир Жовнір, головний лікар Центру дитячої кардіології та кардіохірургії МОЗ України.
- Наталія Гуріна, заступниця голови правління Райффайзен Банк Аваль, представниця найчисленнішої корпоративної команди.
- Дмитро Білоцерковець, радник міського голови, народний депутат України 8-го скликання.
- Юлія Хан, представниця сектору розвитку веломережі департаменту транспортної інфраструктури КМДА.
- Вадим Гутцайт, міністр молоді і спорту України.
- Віктор Шевченко, учасник бойових дій в АТО у складі ОБСП «Донбас», директор Київського міського Палацу ветеранів.
- Віталій Кличко, мер Києва.

До ініціативи #ПробігONлайн долучилося 3 787 благодійників!
Реєструвалися індивідуальні учасники та корпоративні команди, серед яких: найчисленніша команда — 1000 учасників від Райффайзен Банк Україна, команда Небайдужих від Укргазвидобування, ACINO, Центр дитячої кардіології та кардіохірургії МОЗ України (який фінансово підтримала компанія Айті Бізнес Солюшн), команда MEGOGO, Ciklum, Philips Ukraine, Верховний Суд, Admitad, Санофі-Авентіс Україна, Romsat, RLC Logistic Company, Рабен Україна, PwC та інші.
Сума благодійних внесків склала 375 254 грн.
Також, у форматі donate на сайті Міжнародного фонду «Дитяче серце» було зібрано 16 731 грн. Разом 391 985 гривень благодійної допомоги.
17 червня 2020 року на зібрані кошти організатори придбали та передали реципієнтам засоби індивідуального захисту (ЗІЗ) для безпеки медичних працівників:
- 6 183 комплекти хірургічного одягу — для Центру дитячої кардіології та кардіохірургії МОЗ України.
- 105 протиепідемічних комплекти та 1 430 респіраторів отримала Київська міська клінічна лікарня № 9.

## 2021
Послаблення загроз пандемії COVID-19 дало змогу 30 травня 2021 року в день святкування Дня Києва провести 28-й «Пробіг під каштанами» — наймасовіший благодійно-спортивний захід країни. На старт вийшло 10 108 офіційно зареєстрованих благодійників, серед яких 221 корпоративна команда (у складі команд бігли понад 8 700 учасників).
Всі учасники відповідно до карантинних вимог проходили температурний скринінг. Обов'язковим атрибутом цього року, окрім стартових номерів та традиційних браслетів, стали маски та антисептики.
«За 29 років, впродовж яких відбувається „Пробіг під каштанами“, я точно знаю, що люди завжди готові робити добрі справи. Сьогоднішній захід — це чудова нагода отримати море позитиву і допомогти врятувати маленьке життя. „Пробіг під каштанами“ став справжньою традицією столиці, яка несе добро, емпатію, людяність, вміння радіти кожному дню і допомагати іншим. Допомагати рятувати маленькі серця», — каже Ірина Кузнєцова, ініціаторка та організаторка «Пробігу під каштанами».  – «День Києва просто неможливо уявити без „Пробігу під каштанами“, до якого долучаються не тільки мешканці і гості Києва, але й учасники з інших міст та країн. Особливо приємно відчувати всебічну підтримку місцевої влади».
За багаторічною традицією, усі зібрані в рамках Пробігу кошти були спрямовані для порятунку маленьких пацієнтів Центру дитячої кардіології та кардіохірургії МОЗ України. Завдяки учасникам «Пробігу під каштанами» з 2002 року для Кардіоцентру було закуплено важливе та дороговартісне обладнання та витратні матеріали на загальну суму понад 640 тисяч доларів. За цей час у Кардіоцентрі врятували понад 20 тисяч дітей.
У 2021 році на офлайн-старт не вийшла «Команда здійсненої мрії» — діти, які отримали другий шанс на життя — яких свого часу прооперували у Центрі дитячої кардіології та кардіохірургії. Головна причина — великий ризик для їхнього здоров'я у період нестабільної ситуації навколо COVID-19. Проте вусі учасники «Команди здійсненої мрії» долучилися до Пробігу онлайн та отримали сувенірну медаль 28-го «Пробігу під каштанами» завдяки офіційному автомобільному партнеру Winner Group Ukraine.
За підсумками заходу Благодійний фонд «Пробіг під каштанами» передав Центру дитячої кардіології та кардіохірургії МОЗ України чек на 1 350 000 гривень.
У 2021 році за кошти благодійників 28-го «Пробігу під каштанами» вдалося придбати кувез. Завдяки сучасному обладнанню медперсонал Центру щоденно рятує новонароджених пацієнтів зі складними вадами серця! (Кувез — це спеціальний інкубатор, в якому підтримуються постійна температура, вологість і необхідне насичення повітря киснем. Спеціальні пристосування дозволяють організувати догляд за дитиною, робити різноманітні маніпуляції, не виймаючи дитину з кувеза).

## 2022
У 2022 році в умовах воєнного стану учасники 29-го «Пробігу під каштанами» не збиралися на єдиній локації, а виходили на пробіжку 5 км або прогулянку в безпечних місцях. Усього до 29-го Пробігу долучилося 2203 учасників, які бігли заради маленьких сердець у кожній області України. Також до старту долучилися українці та іноземці з 31 країни світу. Взяли участь і команди, найчисельнішою з них була АТ Укргазвидобування, що налічувала 450 благодійників, які вийшли на старт під єдиною назвою #КомандаНебайдужих.
Традиційно найактивніше виходили на Пробіг саме в Києві. Пробіглася у підтримку традиції в столиці і команда Амбасадорів «Пробігу під каштанами».
У складі команди бігли:
- Вадим Гутцайт, міністр молоді і спорту України
- Юлія Хан, Директорка Департаменту молоді та спорту КМДА
- Aндрій Максименко, Головний лікар ДУ «Науково практичний Центр дитячої кардіології і кардіохірургії» МОЗ України, доктор медичних наук
- Володимир Жовнір, доктор медичних наук, заслужений лікар України і Генеральний директор НДСЛ «ОХМАТДИТ»
- Михайло Братах, Директор філії УкрНдіГаз АТ Укргазвидобування, представник найчисленнішої корпоративної команди
- Ольга Солодуха, українська легкоатлетка, бронзова призерка Олімпійських ігор, триразова чемпіонка Європи, заслужений майстер спорту України
- Андрій Джеджула, український актор театру і кіно, теле- та радіоведучий, шоумен, ведучий «Пробігу під каштанами» 2019, 2021 рр.
- Мішель Терещенко, Президент Асоціації друзів ОХМАТДИТу
- Владислав Гераскевич, український скелетоніст
- Етьєн де Понсен, Надзвичайний і Повноважний Посол Франції в Україні
- Сергій Конюшок, президент Федерації стронгмену України
- Олександр «Комбат» Писаренко, український стронгмен, учасник АТО, чемпіон «Invictus Games».

Завдяки внескам учасників 29-го «Пробігу під каштанами» було зібрано 510 000 грн для Центру Дитячої кардіології та кардіохірургії МОЗ України. На ці кошти придбали унікальні інструменти для проведення мініінвазивних кардіохірургічних втручань у дітей.

## 2023
У 2023 році відбувся ювілейний 30-ий «Пробіг під каштанами», який об'єднав 7335 учасників по всьому світу. З початком повномасштабної війни учасники так само не збиралися на єдиний старт у центрі Києва, а пробігли символічні 5 кілометрів по всьому світу в онлайн-форматі. Учасники долучилися з понад 30 міст та селищ України, а також з інших країн: відбулися старти в Словенії, Австрії, Німеччині, Франції, Нідерландах, Фінляндії, Великій Британії, Ірландії, Литві, Балі, Ізраїлю, о. Крит, Бельгії, Чехії, Румунії, Швеції, Іспанії, Італії, США, Канаді, Індонезії, Польщі, Швейцарії, Грузії, ОАЕ, Норвегії, Японії та інших.
На старт 30-го Пробігу також вийшла 121 команда. Серед них –  команди військових, медиків, ДСНС, благодійних та релігійних організацій, профспілок та бізнесу. Найчисельнішою корпоративною командою 30-го Пробігу стала вже другий рік поспіль «Команда Небайдужих» компанії Укргазвидобування, що налічувала 650 осіб.
Спільними зусиллям учасники 30-го «Пробігу під каштанами» з усього світу зібрали 1 000 000 грн для Центру дитячої кардіології та кардіохірургії МОЗ України на придбання обладнання для виконання відкритих кардіохірургічних операцій з використанням штучного кровообігу в найменших дітей — новонароджених та немовлят.
Також завдяки благодійним внескам «Пробіг під каштанами» придбав 2 карети швидкої допомоги для SMART Medical Aid у межах проєкт «100 карет швидкої допомоги Україні» для порятунку життів у прифронтових зонах.

## 2024
У 2024 році під незмінним гасло #БіжуЗарадиМаленькихСердець в онлайн відбувся 31-й «Пробіг під каштанами». Він об'єднав 7 801 небайдужого учасника, який у День Києва вийшов на старт заради порятунку маленьких українських сердець. Це рекордна кількість саме онлайн-старту за історію Пробігу.
Учасники вийшли на старт у понад 40 містах та селищах України. З Україною в серці вийшли на старт учасники з Німеччини, Польщі, Литви, Австралії, Великобританії, Канади, Італії, Португалії, Іспанії, Нідерландів, США, Ірландії, Бельгії, Кіпрі та Кюрасао. За підтримки Посольств України відбулися офлайн-старти в місті Діжон (Франція), Відні (Австрії) та Празі (Чехія).
За традицією під каштанами в Києві пробіглася команда амбасадорів, у складі якої були: Андрій Максименко — медичний директор Центру дитячої кардіології і кардіохірургії МОЗ України; Володимир Жовнір — генеральний директор ОХМАТДИТ; Гаель Весьєра — його Високоповажність Надзвичайний і Повноважний Посол Французької Республіки в Україні; Андрій Джеджула — український актор театру і кіно, теле- та радіоведучий, шоумен, волонтер, та голова Благодійної Організації; Юлія Ніколаєва, Юрій Мороз, Олександра Варова — Укргазвидобування, представники найчисельнішої команди (800 учасників); Ольга Науменко — Райффайзен Банк; Андрій Сліпух — директор з впровадження системи Helsi; Ярослав Філімонов — директор компанії Kvertus.
У заході також взяли участь наші захисники: Північне Київське територіальне управління Національної гвардії України, 4-та бригада оперативного призначення імені Героя України сержанта Сергія Михальчука бригада «Рубіж», перша Президентська бригада оперативного призначення імені Гетьмана Петра Дорошенка бригада «Буревій», 27-ма Печерська бригада, 25-та бригада охорони громадського порядку імені князя Аскольда, 25-й полк Національної гвардії України та Державна служба надзвичайних ситуацій.
Серед учасників була велика кількість і корпоративних команд, які щороку традиційно долучаються до Пробігу, а хтось уперше став частиною спортивно-благодійної події. Усього доєдналися до 31-го онлайн «Пробігу під каштанами» 135 команд. Найчисельнішою вже кілька років поспіль є Команда «Небайдужих» від компанії Укргазвидобування, яка цього року налічувала 800 учасників.
Завдяки благодійним внескам учасників щорічного наймасштабнішого благодійно-спортивного заходу було передано символічні чеки: 1 500 000 гривень для Центру дитячої кардіології та кардіохірургії МОЗ України, 150 000 грн для БО «БФ Незламні» та 130 000 грн БО «БФ Smart Medical Aid».
Кошти для Центру підуть на придбання електрохірургічної системи ARC 350 — обладнання для моно- та біполярного різання та коагуляції, яке дозволяє безпечно проводити операції в найменших пацієнтів з перших годин їхнього життя.
«Пробіг під каштанами» в партнерстві з фондом «SMART Medical Aid» також допомагає рятувати життя військових. У межах 31-го «Пробігу під каштанами» вдалося зібрати 130 000 грн, які підуть на забезпечення медичних потреб наших захисників.
Ще одним реципієнтом 31-го «Пробігу під каштанами» стала БО «БФ Незламні» — національний реабілітаційний центр, де дорослі та діти, які постраждали від війни, отримують комплексну кваліфіковану медичну допомогу. Сума в 150 000 гривень, що була передана фонду, буде спрямована на допомогу військовим, які перебувають на лікуванні та реабілітації в цьому центрі.

## 2025
У 2025 році 32-й «Пробіг під каштанами» відбувся 25 травня і об'єднав 9 611 людей по всьому світу. Це абсолютно новий рекорд за всі роки онлайн-формату проєкту. Через повномасштабну війну та постійну загрозу обстрілів проєкт вчетверте відбувся в онлайн-форматі: без спільного старту, але з єдиною спільною метою — допомогти дітям із вродженими вадами серця. Учасники самостійно обирали маршрут і час старту, долаючи символічні 5 кілометрів у зручному та безпечному для себе місці.
До заходу приєдналися учасники з 95 міст і селищ із різних куточків України.
У 2025 році «Пробіг під каштанами» продовжив єднати серця українців по всьому світу. Цього року проєкт набув найбільшого міжнародного масштабу за всю історію — до заходу долучилися не лише українці, які наразі проживають за кордоном, а й небайдужі іноземці з таких країн, як Албанія, Австралія, Австрія, Бельгія, Болгарія, Канада, Хорватія, Кюрасао, Кіпр, Чехія, Естонія, Фінляндія, Франція, Німеччина, Греція, Індонезія, Ірландія, Італія, Латвія, Литва, Малайзія, Мальта, Чорногорія, Нідерланди, Нова Зеландія, Норвегія, Польща, Португалія, Словаччина, Словенія, Іспанія, Швейцарія, Танзанія, Таїланд, Велика Британія, США.
До інформаційної підтримки «Пробігу під каштанами» активно долучилися посольства України в Латвії, Танзанії, Таїланді, Австрії, Молдові, Нідерландах, Кореї, Індонезії, Норвегії, Швейцарії, Португалії, Болгарії, Малайзії, Грузії, Албанії. А консульства в місті Брно, Краків, Бєльці, Нью-Йорк, Сан-Франциско не лише долучилися самі, а й надихнули локальні громади виходити на вулички своїх міст — бігти заради життя.
Завдяки підтримці місцевих організаторів та посольств України відбулися офіційні офлайн-старти в Австрії (Відень, Зальцбург та Грац), Польщі (Вроцлав, Краків та Варшава), США (Даллас), Франції (Діжон), Ірландії (Кілларні), Швейцарії (Цюрих), Австралії (Мельбурн, Перт та Гобарт), Португалії (Лісабон), Італії, Іспанії, Молдові, Кіпрі та Балі.
Цього року інформаційно підтримали благодійний проєкт відомі українські актори, співаки, інфлюенсери та телеведучі, які стали амбасадорами 32-го «Пробігу під каштанами». Серед них:
- українська телеведуча, акторка, сценаристка, продюсерка і режисерка Дар’я Трегубова,
- інфлюенсерка та власниця бренду «Спадщина» Євгенія Логай,
- актори театру та кіно Ксенія Вертинська, Ігор Рубашкін, Дар’я Легейда-Сова та Дар’я Рибак,
- телеведуча ТСН та 1+1 Марафон,
- журналістка Наталія Островська,
- співачка, композиторка та авторка пісень Олена Тополя.

З нагоди 25-річчя Театру на Печерську, за ініціативи художнього директора Ігоря Рубашкіна, була зіграна благодійна вистава «Salida Cruzada — 8 кроків танго». Завдяки акторам театру та небайдужим глядачам, які підтримали подію своєю присутністю, вдалося зібрати 43 050 гривень на допомогу Центру.
Також неймовірна сила командного духу — одна з найцінніших традицій благодійності до Дня Києва для бізнесу, державних установ, громадських, благодійних, релігійних організацій та закордонних учасників. Цього року 161 команда стала частиною великої справи, демонструючи справжню соціальну відповідальність. Лідером вкотре стала «Команда Небайдужих» від компанії «Укргазвидобування», яка зібрала 1 100 учасників, побивши власний минулорічний рекорд у 800 учасників.
Під київськими каштанами традиційно стартувала команда щорічних амбасадорів, до складу якої увійшли:
- Андрій Максименко — медичний директор Центру дитячої кардіології та кардіохірургії;
- Юлія Хан — директорка Департаменту молоді та спорту КМДА;
- Андрій Джеджула — український актор театру і кіно, теле- та радіоведучий, шоумен, волонтер, та голова Благодійної Організації;
- Наші захисники з підрозділів Північного оперативно-територіального обʼєднання Національної гвардії України,
- Державна служба України з надзвичайних ситуацій;
- Ярослав Філімонов — керівник компанії КВЕРТУС, український виробник засобів РЕБ та РЕР;
- Володимир Жовнір — виконуючий обов’язку директора Центру радіаційної медицини;
- Представники Команди «Небайдужих» від компанії «Укргазвидобування»;
- Сергій Анніков — ультрамарафонець, представник Райффайзен Банк.

Серед усіх учасників були також Сили оборони України. Герої, які не лише боронять нашу країну, а також є серед учасників «Пробігу під каштанами»: 4-та бригада оперативного призначення імені Героя України сержанта Сергія Михальчука бригада «Рубіж», Північне Київське територіальне управління Національної гвардії України, Військова частина 3114 Національної гвардії України, Північне Київське територіальне управління Національної гвардії України, 1-ша Президентська бригада оперативного призначення імені гетьмана Петра Дорошенка «Буревій» та Державна служба надзвичайних ситуацій.
30 травня 2025 року, напередодні Міжнародного дня захисту дітей, у Центрі дитячої кардіології та кардіохірургії Міністерства охорони здоров’я України відбулася пресконференція, під час якої були оголошені підсумки 32-го «Пробігу під каштанами».
Завдяки кожному учаснику та команді, які зробили свій благодійний внесок, фонд «Пробіг під каштанами» передав символічний чек на 2 000 000 гривень для Центру дитячої кардіології та кардіохірургії МОЗ України.
Зібрані кошти будуть спрямовані на придбання сучасного інжектора високого тиску для рентгенопераційної Центру. Саме цей шприц дозволяє безпечно й точно проводити ангіографію у найменших пацієнтів — навіть у недоношених дітей — без розрізів, через периферичні судини. Це не просто обладнання, а критично важливий інструмент, який щороку допомагає рятувати життя тисячам українських дітей із вадами серця.
Мета проєкту — допомогти дитячим медичним закладам. За всю історію існування «Пробігу під каштанами» було зібрано більше 700 000 доларів.
До 2002 року кошти, зібрані в межах «Пробігу під каштанами», прямували на придбання медичних препаратів, витратних матеріалів та обладнання для дитячої спеціалізованої лікарні «ОХМАТДИТ», з 2002 року — для НП Центру дитячої кардіології та кардіохірургії МОЗ України;
На кошти, зібрані під час Пробігу-2010 було закуплено єдине в Україні на той час обладнання «Штучне серце» (Апарат екстракорпоральної мембранної оксигенації), а у 2013 році — 3-й в Україні контрапульсатор ЦС300 (апарат для підтримки кров'яного тиску пацієнтів під час операції), а також інше необхідне обладнання і витратні матеріали. Унікальна апаратура вже врятувала життя багатьом маленьким українцям, тепер ці діти на рівні з усіма щороку долають дистанцію по Хрещатику.
У 2014 році завдяки учасникам Пробігу БФ «Пробіг під каштанами» придбав і встановив в Центрі нове опалювальне обладнання (електрокотли), що дозволило ні на один день не зупиняти проведення життєво необхідних операцій. У жовтні 2018 року відділення електрофізіології та рентген-хірургічних методів лікування порушень ритму серця Центру дитячої кардіології отримало довгоочікуване обладнання — Електрофізіологічну Кардіонавігаційну Систему EnSite™. У 2019 році придбано чилер KEYTER KWE-3060-RNS4W, який забезпечує охолодження рідкого гелію, який знаходиться в установці МРТ (для безперебійної роботи апарату) і запобігає підвищенню тиску та викиду гелію в повітря. У 2020 — засоби індивідуального захисту для медперсоналу.
За результатами Пробігу у 2021 році був придбаний кувез для новонароджених.
За час підтримки Центру учасники «Пробігу під каштанами» купили та передали закладу обладнання та витратні матеріали на загальну суму майже $700 000.
Щороку на захід люди реєструються цілими сім'ями, спортивними клубами, робочими колективами. Підтримує спортивну ініціативу і міська адміністрація. Беруть участь спортсмени. За 28 років життя благодійного «Пробігу під каштанами» в ньому взяли участь понад 1000 команд. У 2016 році їх ряди вперше поповнила команда Національної Гвардії України, а також команда воїнів, поранених під час АТО на Сході.
Завдання, які ставить перед собою «Пробіг під каштанами»:
- привернути суспільну увагу до проблем дитячої смертності в Україні;
- посилити позитивне ставлення населення до здорового способу життя;
- розвивати у людей традицію взаємодопомоги;
- стимулювати компанії до прояву соціальної активності;
- зібрати максимальну кількість коштів для Центру дитячої кардіології та кардіохірургії МОЗ України.

Для бізнесу такий захід як «Пробіг під каштанами» є чудовою нагодою продемонструвати свою активну громадянську позицію, підкріпити власну репутацію в очах суспільства, об'єднати своїх співробітників заради доброї справи і піднести їх корпоративний дух.
У різні роки до участі в Пробігу долучалися представники найбільших банків України, готельно-ресторанних комплексів, фармацевтичних та харчових корпорацій, спортивних та автомобільних брендів, IT-компаній та національних операторів зв'язку. Знаковою є участь таких гігантів, як Mondelēz International, Philips, Procter & Gamble, ABBYY, Carlsberg Ukraine, Universal Bank | monobank, Райффайзен Банк Україна, ДТЕК, Мережа «Аптека 9-1-1», АТ «Ощадбанк», Sense Bank, ПРАВЕКС БАНК, ROZETKA TEAM, Пфайзер, Dominos, «Делойт» в Україні, VUSO_Team, Касаційний адміністративний суд у складі Верховного Суду, ACME, НІБУЛОН, Укрнафта, GRUNDFOS Україна, Credit Agricole Ukraine, а також PUMA, CRAFT, Lactel, Sandora, Hilton, KIA, SKODA, MacCoffee, MERX, Piraeus Bank, UniCreditBank, АСІНО, Watsons, Ашан, ВОЛЯ, Київстар, Lifecell та багато інших. Повний список команд-учасників Пробігу від бізнесу можна подивитися на офіційному сайті «Пробігу під каштанами».
Окрім основного, у рамках «Пробігу під каштанами» проходять додаткові забіги:
- «Пробіг у ходунках» (для малюків, які тільки вчаться ходити);
- «Дитячий Пробіг» (для учасників до 15 років);
- «Спортивний Пробіг» (для учасників зі спеціальною спортивною підготовкою; єдиний, де біжать на швидкість);
- «Пробіг Мужніх» (для учасників з обмеженими фізичними можливостями).

З 2019 року започатковані «Пробіг з собакою» та «Пробіг наосліп». Останній формат передбачає подолання дистанції із зав'язаними очима. Таким чином організатори хочуть привернути увагу до проблем, з якими стикаються незрячі люди, пересуваючись містом.
1. ↑  Пробег под каштанами: дважды рекорд Украины. feelgood.ua (рос.). Архів оригіналу за 19 березня 2017. Процитовано 18 березня 2017.
2. ↑  На выходных в Киеве пройдет традиционный Пробег под каштанами (рос.). 26 травня 2016. Процитовано 18 березня 2017.
3. 1 2 3  24tv.ua. День Киева отпраздновали Пробегом под каштанами - Телеканал новостей 24. Телеканал новостей 24. Процитовано 18 березня 2017.
4. ↑  Рекордний фініш «під каштанами». day.kyiv.ua (українська) . 12.06.2018. Процитовано 11.03.2019. {{cite web}}: |first= з пропущеним |last= (довідка)
5. ↑  Адресат помощи - ПРОБЕГ ПОД КАШТАНАМИ. ПРОБЕГ ПОД КАШТАНАМИ (рос.). Архів оригіналу за 19 березня 2017. Процитовано 18 березня 2017.

Офіційний сайт «Пробігу під каштанами»
- www.probeg.kiev.ua
- www.probig.kiev.ua
- www.probig.in.ua

Пробіг під каштанами у 2020 році:
- https://www.ukrinform.ua/rubric-kyiv/3019257-cogoric-probig-pid-kastanami-vidbudetsa-onlajn.html
- https://ua.interfax.com.ua/news/general/732409.html
- https://www.facebook.com/watch/live/?ref=watch_permalink&v=575542410061722
- http://zzmagazine.com/45/66/1284.html
- https://telegraf.com.ua/ukr/ukraina/mestnyiy/5488513-probig-pid-kashtanami-ta-zapusk-roboti-fontaniv-yak-minaye-den-kiyeva.html

Пробіг під каштанами у 2021 році:
- https://www.radiosvoboda.org/a/news-probig-pid-kashtanamy-kyiv/31262453.html
- https://kmr.gov.ua/uk/content/tradyciynyy-probig-pid-kashtanamy-vidbudetsya-vzhe-ciyeyi-nedili
- https://nv.ua/ukr/kyiv/probig-pid-kashtanami-2021-uchast-vzyali-11-tisyach-lyudey-novini-ukrajini-50162918.html
- https://life.pravda.com.ua/society/2021/03/23/244310/
- https://vechirniy.kyiv.ua/news/53254/
- https://kyiv.depo.ua/ukr/kyiv/u-kievi-vidbuvaetsya-probig-pid-kashtanami-202105301327227

Телесюжети про подію у 2021 році:
- 24 канал — kyivnews.24tv.ua/kiyevi-startuvav-probig-pid-kashtanami-vrazhayuchi-novini-kiyiv_n1641729
- Телеканал Київ — youtube.com/watch?v=DJOTkunLi58
- НАШ — youtube.com/watch?v=QlAfazKj-Ms
- 5 канал — 5.ua/kyiv/probih-pid-kashtanamy-shcho-vidbuvaietsia-u-tsentri-kyieva-ta-chy-obmezheno-rukh-transportu-245774.html
- KYIV Live — youtube.com/watch?v=AxhtYjEVD0Y
- 1+1 ТСН — youtube.com/watch?v=lDCs9WAL3VA
- 1+1 ТСН — youtu.be/ckN_0jXJxoY?t=153 (вечірній випуск)
- Сюжет depo.ua — youtube.com/watch?v=AtxMVNsWrKU
- Перший незалежний — www.youtube.com/watch?v=o16eWbILXK0

Пробіг під каштанами у 2024 році:
- https://www.ukrinform.ua/rubric-diaspora/3868219-u-vidni-diplomati-j-ukrainska-gromada-vzali-ucast-u-probigu-pid-kastanami.html
- https://suspilne.media/kyiv/754353-bizu-zaradi-malenkih-serdec-u-kievi-vidbuvsa-31-probig-pid-kastanami/
- https://kmr.gov.ua/uk/content/ponad-sim-tysyach-uchasnykiv-u-riznyh-mistah-ukrayiny-ta-svitu-doyednalys-do-vzhe
- https://vechirniy.kyiv.ua/news/98805/
- https://bigkyiv.com.ua/zarady-zberezhennya-zhyttya-hvoryh-ditok-7-tysyach-ukrayincziv-pryyednalysya-do-probigu-pid-kashtanamy/
- https://rubryka.com/2024/05/26/z-nagody-dnya-kyyeva-vidbuvsya-31-j-probig-pid-kashtanamy/
- https://womo.ua/zaradi-malenkih-serdets-vidkrito-reyestratsiyu-na-31-y-blagodiyniy-probig-pid-kashtanami/
- https://www.village.com.ua/village/city/city-news/349231-probig-pid-kashtanami-provedut-v-onlayn-formati-vidkrili-reestratsiyu
- https://life.nv.ua/ukr/socium/probig-pid-kashtanami-vidkrita-reyestraciya-50405162.html
- https://kyiv24.news/news/u-kyyevi-vidkrylasya-reyestracziya-na-31-j-shhorichnyj-blagodijnyj-probig-pid-kashtanamy

Телесюжети про подію у 2024 році:
- Kyiv 24 — https://www.youtube.com/watch?v=kKlmiEyKk3k&t=6724s
- Kyiv 24 — https://www.youtube.com/watch?t=17509&v=Fg7jhnEAW-0&feature=youtu.be